# Регенсбург
 Тази статия е за града в Германия.  За окръга вижте Регенсбург (окръг).  
Регенсбург (на австро-баварски Rengschburg „Ренгшбург“, на латински: Ratisbona или Castra Regina, което означава „крепостта на река Реген“) е град във федерална провинция Бавария, Германия. Той е административен център на регион Горен Пфалц.
Площта на Регенсбург е 80,7 км², населението към 31 декември 2010 г. – 135 520 жители, а гъстотата на населението – 1679 д/км².
Градът е най-голямото дунавско пристанище в Германия. Начален пункт е на канала Рейн - Майн - Дунав.
Големият средновековен център е един от културните паметници в Германия, включени в списъка за световното наследство на ЮНЕСКО. В старата част на града се намира красивата готическа катедрала „Петерсдом“.

## История
Градът е създаден през 1 век на място, на което е разположен римски легион. По време на династията на Агилолфингите Ратисбона е столица на херцогство Бавария. От 739 г. е седалище на епископ.
По времето на Албрехт V част от мюнхенските протестанти се преместват в Регенсбург, където могат да упражняват свободно вярата си.

## Известни личности
Родени в Регенсбург
- Валтер Рьорл (р. 1947), автомобилен състезател

Починали в Регенсбург
- Йохан Кеплер (1571-1630), астроном и математик
- Конрад фон Мегенберг (1309-1374), историк[6]

## Побратимени градове
Регенсбург е побратимен град или партньор със следните градове:
- Абърдийн, Шотландия от 1955[8]
- Бресаноне, Италия от 1969
- Будавар, Будапеща, Унгария от 2005
- Клермон Феран, Франция от 1969
- Одеса, Украйна от 1980
- Пилзен, Чехия от 1993
- Темпи (Аризона), САЩ от 1981